# ВАЗ-2120

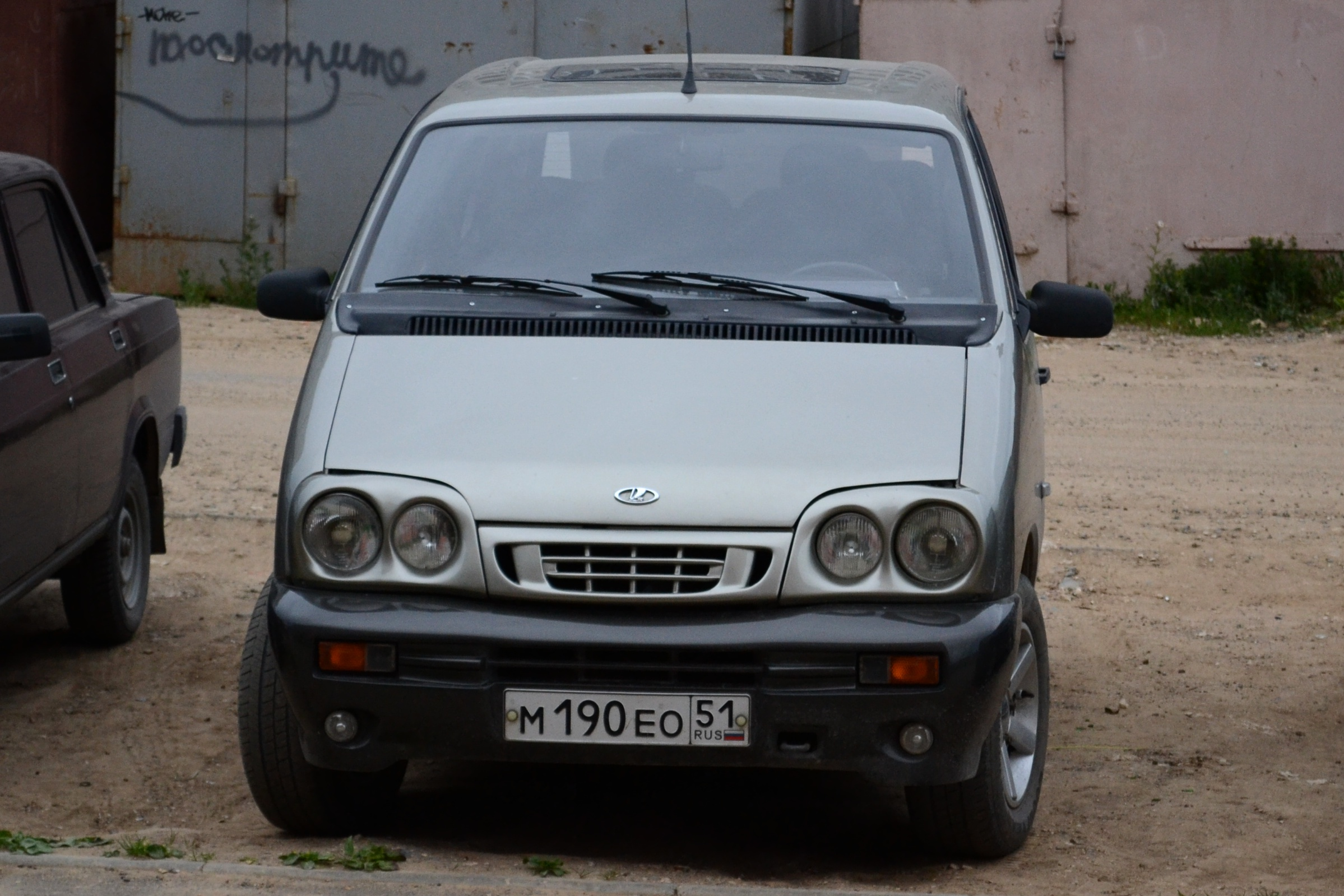
LADA 2120

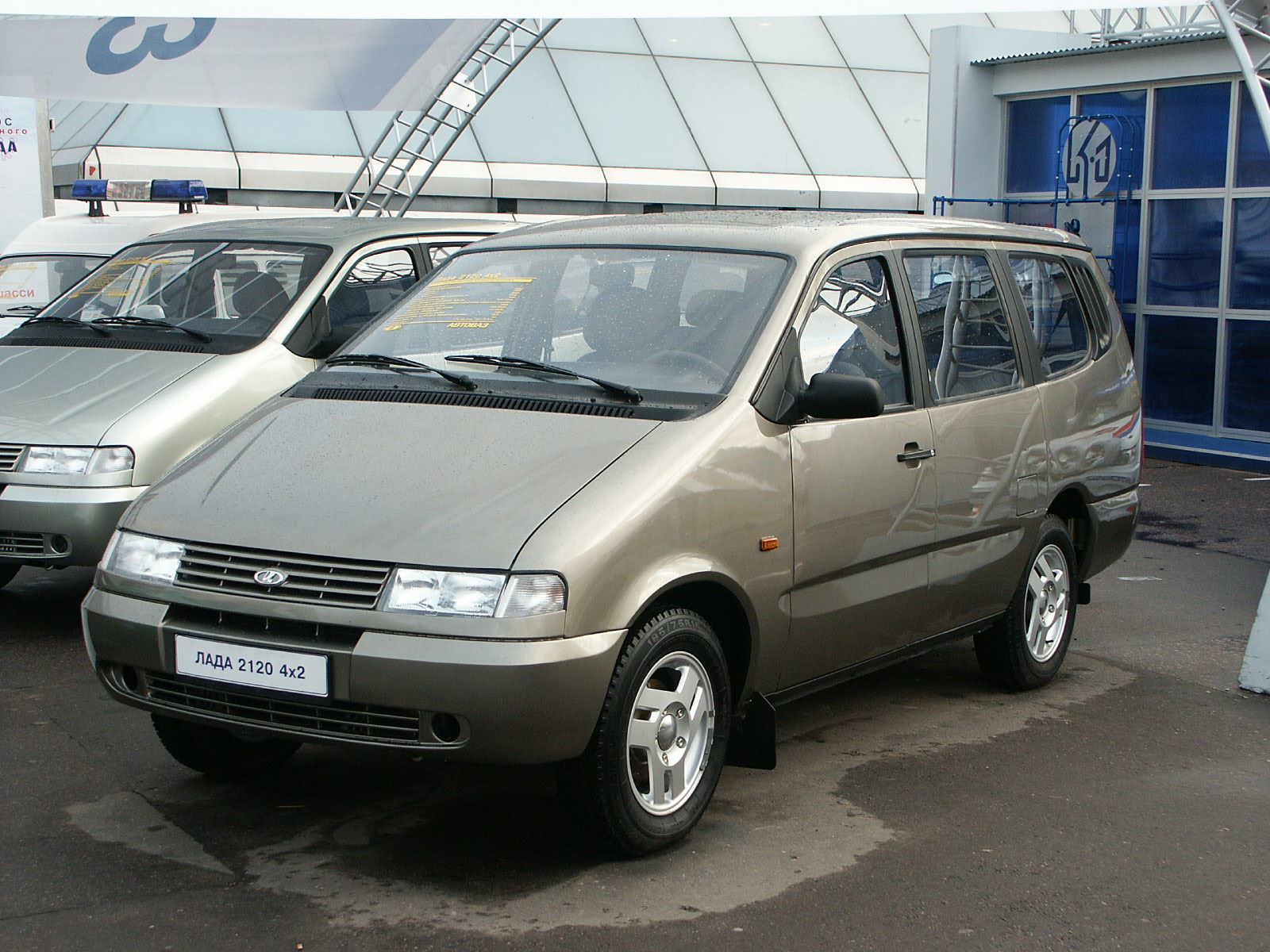
LADA 2120M

ВАЗ-2120 «Надєжда» — семимісний повнопривідний мінівен, що виготовлявся на дослідно-промисловому виробництві ВАТ «АвтоВАЗ» з 1998 по 2006 р.
ВАЗ-2120 став першим мінівеном в історії російського автомобілебудування. Спеціально для нього була розроблена повнопривідна подовжена платформа на базі автомобіля «Нива», яка також була використана для серійної моделі ВАЗ-2131, так як витримувала на собі і більш важкий п'ятидверний кузов. Повнопривідне шасі дозволяло легко вирішити проблему балансування по осях і поліпшення прохідності, що в умовах російських доріг ставало важливою конкурентною перевагою автомобіля, призначеного, перш за все, для використання в ролі сімейного.
ВАЗ-2120 дрібносерійне випускався в дослідно-промисловому виробництві (ОПП автовазу). Всього за 8 років було зібрано трохи більше 8000 автомобілів. У серпні 2006 р виробництво мінівена було зупинено у зв'язку з низьким попитом, обумовленим морально застарілим дизайном і поганим співвідношенням «ціна/якість» в порівнянні з п'ятидверною Нивою (ВАЗ-2131) і імпортними аналогами.

## Модифікації
серійні
- ВАЗ-2120 1.8 - з карбюраторним двигуном ВАЗ-2130 (робочий об'єм 1,8 л, потужність 80 к.с.)
- ВАЗ-2120 1.7i - з двигуном ВАЗ-21214 з розподіленим уприскуванням палива (робочий об'єм 1,7 л, потужність 84 к.с.)
- ВАЗ-2120М (Lada 2120 1.7i) - рестайлінговая версія з двигуном ВАЗ-21214 з розподіленим уприскуванням палива (робочий об'єм 1,7 л, потужність 84 к.с.)

заплановані
- «Фургон» («Утілітер») - розвізний комерційний фургон
- «Пікап» - розвізний комерційний пікап
- «Сервіс» - автомобіль-база для пересувних майстерень
- «Менеджер» - «офіс на колесах»
- «Таксі» - 4-х місцевий варіант з великим багажним відділенням
- 2120М 4×2 - рестайлінговий задньопривідний варіант з заднім мостом від Іж Ода і поворотними задніми бічними дверима
- Лада 2120M (ранній варіант оформлення)
- Лада 2120M «Таксі»

## Технічні характеристики
Виробник: АвтоВАЗ
Роки пр-ва: 1998-2006
Збірка: ОПП АвтоВАЗ
Інші позначення: Надія
Тип (и) кузова: 4-дв. мінівен (7-місць.)
- Платформа: ВАЗ-2129
- Компонування: передньодвигунне, повнопривідне
- Колісна формула: 4 × 4
- Трансмісія: механічна, 5-ступенева
- Модифікації кузова: Снігоболотохід ВАЗ-тисячі дев'ятсот двадцять два "МАРШ-2"
- Довжина: 4290 мм
- Ширина: 1770 мм
- Висота: 1690 мм
- Кліренс: 190 мм
- Колісна база: 2700 мм
- Колія задня: 1400 мм
- Колія передня: 1430 мм
- Маса: 1400 кг
- Розгін до 100 км / год: 20 з
- Макс. швидкість: 140 км / год
- Пов'язані: ВАЗ-2131
- Схожі моделі: Mitsubishi Space Gear
- Вантажопідйомність: 600 кг
- Витрата палива: 10,1 л / 100 км
- Обсяг бака: 70 л

### Двигуни
- ВАЗ-2130-10
- ВАЗ-2130-20
- ВАЗ 21214